# Stadio Rubens Fadini
Stadio Rubens Fadini – wielofunkcyjny stadion znajdujący się we włoskim mieście Giulianova. Na nim swe mecze rozgrywa piłkarska drużyna Giulianova Calcio, która występuje w Serie C2.

## Rozgrywki międzynarodowe
Na stadionie w Giulianovie rozegrano jak dotąd 2 mecze międzypaństwowe.
- 1999 r. -  Włochy : Białoruś
- 2003 r. -  Włochy : Turcja